# Harberth Zúñiga Herrera
Harberth Raúl Zúñiga Herrera es un político peruano. Fue alcalde del distrito de Cayma entre 2015 y 2018.
Nació en Arequipa, Perú, el 8 de abril de 1971, hijo de Víctor Raúl Zúñiga Álvarez y Guillermina Herrera Pinto. Cursó sus estudios primarios y secundarios en su ciudad natal. Entre 1995 y 1997 cursó estudios técnicos de computación y entre 2006 y 2009 cursó estudios superiores de Gestión Pública en la Universidad Nacional de San Agustín de Arequipa.
En las elecciones municipales del 2006 fue elegido como regidor del distrito de Cayma, distrito que forma parte del área metropolitana de la ciudad de Arequipa, por el movimiento "Obras al toque" durante el segundo período de la gestión edil del alcalde Pablo Nalda Quiroz. Tentó el cargo de alcalde distrital en las elecciones municipales del 2010 sin éxito, obteniéndola en las elecciones municipales del 2014 por el momvimiento "Arequipa Renace". Luego de su gestión, ante la prohibición legal de reelección de autoridades ediles, postuló en las elecciones regionales del 2018 como candidato del mismo movimiento a consejero regional de Arequipa obteniendo la representación por la provincia de Arequipa.  Durante su gestión se desempeñó como opositor al gobernador regional Elmer Cáceres Llica.